# Piricse
Piricse is een plaats (község) en gemeente in het Hongaarse comitaat Szabolcs-Szatmár-Bereg. Piricse telt 1871 inwoners (2001).